# Astragalus apricus
Astragalus apricus är en ärtväxtart som beskrevs av Aleksandr Andrejevitj Bunge. Astragalus apricus ingår i släktet vedlar, och familjen ärtväxter. Inga underarter finns listade i Catalogue of Life.